# (17378) 1981 EM5
A (17378) 1981 EM5 a Naprendszer kisbolygóövében található aszteroida. Schelte J. Bus fedezte fel 1981. március 2-án.